# Anthrenus signatus
Anthrenus signatus là một loài bọ cánh cứng trong họ Dermestidae. Loài này được Dejean miêu tả khoa học năm 1837.